# Porta Milano (Pavia)
Porta Milano, già Porta San Vito, è una delle antiche porte della città di Pavia, in Lombardia.

## Storia
Nella seconda metà del XII secolo, quando fu realizzata la terza cerchia muraria di Pavia, fu creata porta San Vito, da cui partiva una delle strade che mettevano in comunicazione Pavia con Milano. La porta fu chiusa nel XVI secolo, quando la mura di età comunale furono rimpiazzate dal circuito difensivo bastionato (i bastioni spagnoli). Nel 1782 la porta venne riaperta, ma solo nel 1817, con la costruzione del naviglio Pavese e la conseguente focalizzazione d'interesse per la zona settentrionale della città, venne la spinta per rinnovare l'ingresso diretto a Milano. Il comune diede quindi l'incarico a Carlo Amati, che si avvalse della collaborazione del marchese Luigi Malaspina di Sannazzaro. La porta fu ultimata nel 1819. La venuta a Pavia dell'imperatore Ferdinando I nel 1838 fu l'occasione per intervenire sul decoro della porta, dotata alla sommità delle colonne (di epoca romana e provenienti dalla demolita chiesa di Santa Maria alle Pertiche) di due fanali in bronzo, progettati da Giuseppe Marchesi, ornati da quattro delfini, corone d'alloro e sostenuti da tripodi a zampe di leone.

## Descrizione
La porta, ispirata ai modelli del Sanmicheli, dato che unisce elementi di natura fortificatoria, come le due basse torrette laterali e dotate di passaggio pedonale, a elementi tipici dell'architettura civile, fu arricchita di due epigrafi, dettate dall'abate Siro Borda, mentre, al di sopra delle torrette bugnate, si trovano le statue simboliche dei fiumi Po e Ticino scolpite da Giovanni Battista Perabò.

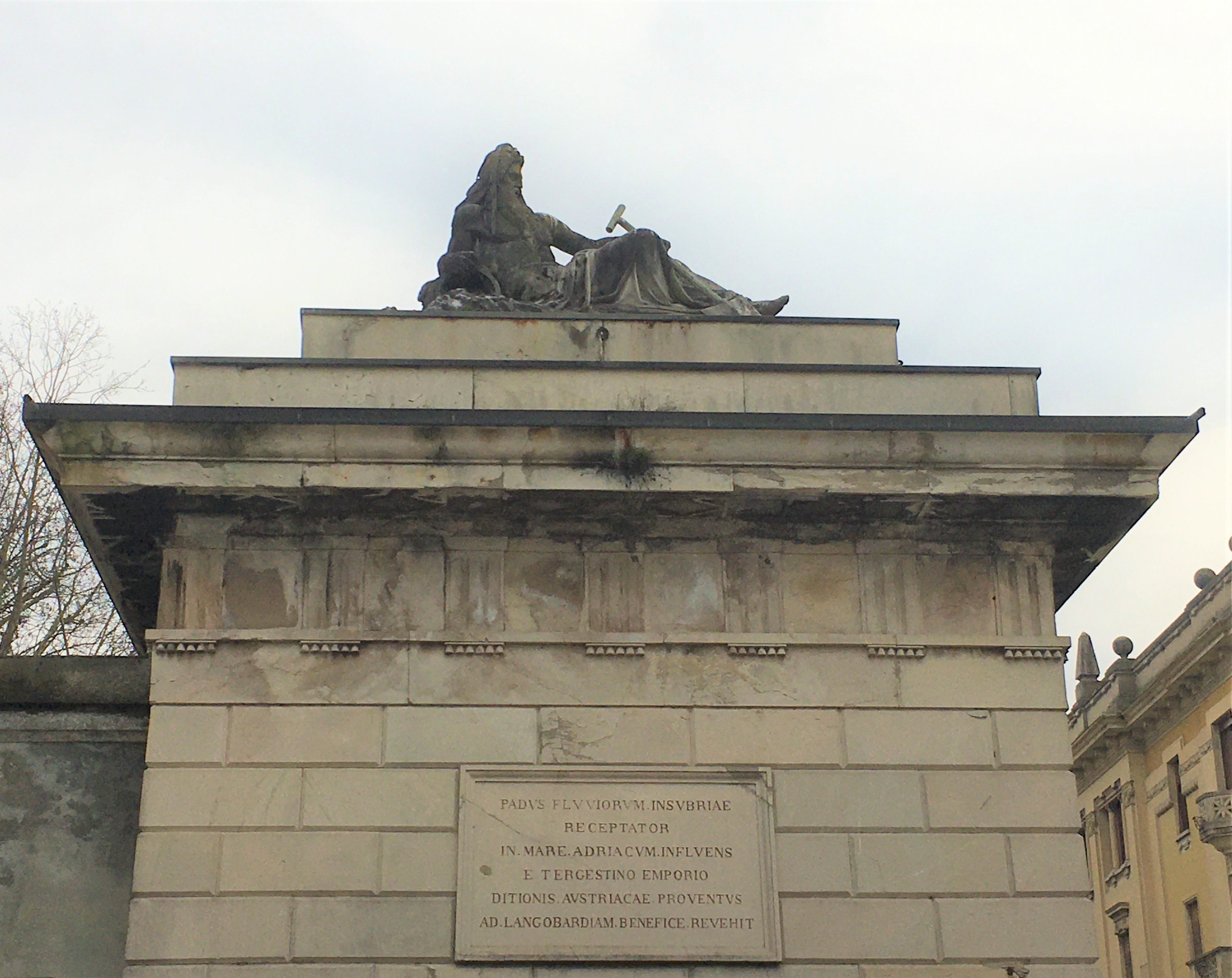
Una delle statue.
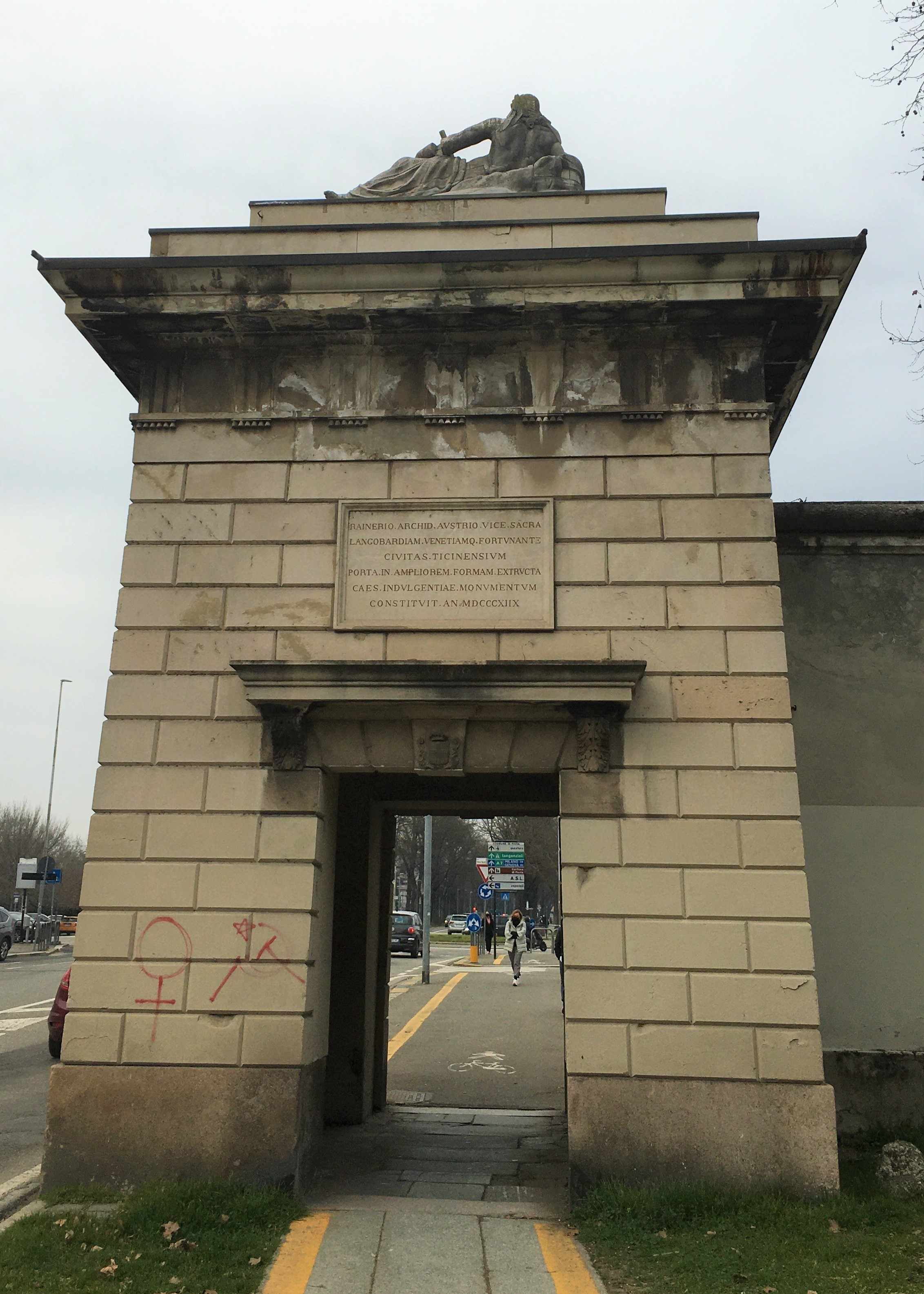
Uno dei passaggi pedonali.
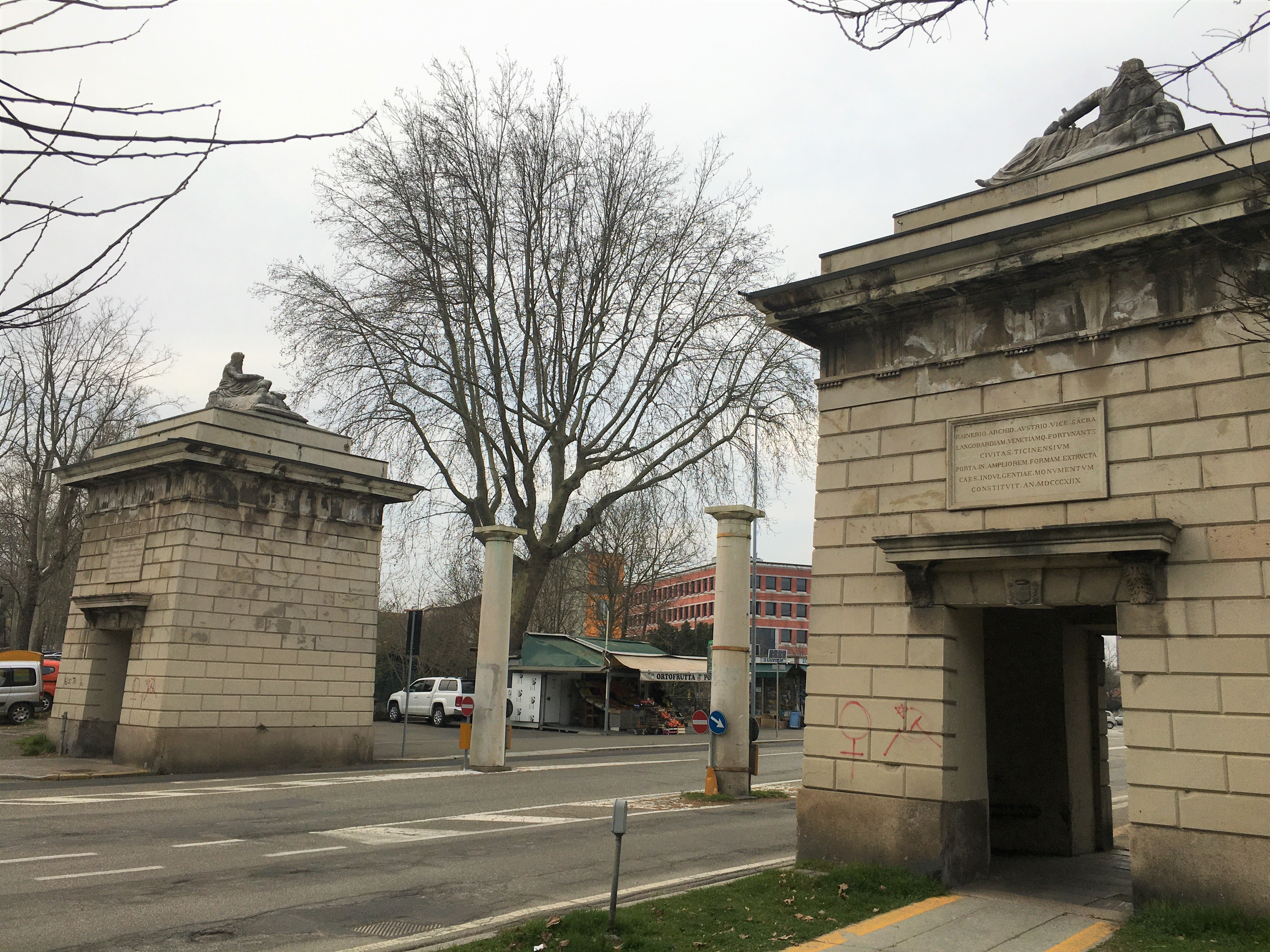
Il prospetto della porta affacciato verso la città.
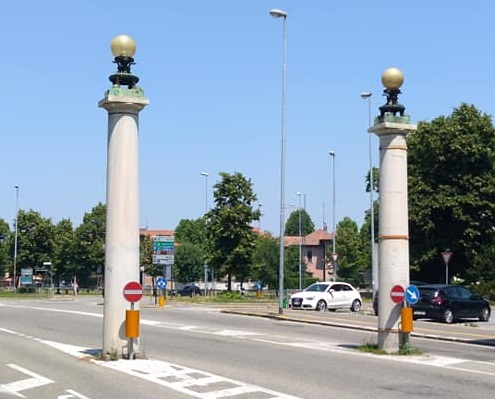
Le colonne con i fanali.